# Lygodactylus mombasicus
Espèce
Synonymes
- Lygodactylus picturatus mombasicus Loveridge, 1935

Statut de conservation UICN

 LC  : Préoccupation mineure
Lygodactylus mombasicus est une espèce de geckos de la famille des Gekkonidae.

## Répartition
Cette espèce se rencontre au Kenya et en Tanzanie.

## Publication originale
- Loveridge, 1935 : New geckos of the genus Lygodactylus from Somaliland, Sudan, Kenya, and Tanganyika. Proceedings of the Biological Society of Washington, vol. 48, p. 195-200 (texte intégral).